# Бертянка
Бертя́нка — річка в Українських Карпатах, у межах Тячівського району Закарпатської області. Права притока Брустурянки (басейн Тиси).

## Опис
Довжина 15 км, площа водозбірного басейну 102 км². Похил річки 43 м/км. Річка типово гірська. Долина заліснена, вузька і глибока. Річище слабозвивисте.

## Розташування
Витоки розташовані при північних схилах гори Берть (звідси й назва річки). Тече в межах масиву Привододільні Горгани спершу на північний схід, потім — на південний схід, в середній та нижній течії — переважно на південь. На північний схід від села Лопухова зливається з річкою Турбат, даючи початок Брустурянці, яка є головним витоком Тересви.

## Притоки
- Бертяник, Гропянець (праві); Плайська (ліва).

## Цікаві факти
- Бертянка вважається головним витоком Брустурянки і Тересви.
- У минулому долиною річки проходила одна з найвіддаленіших гілок вузькоколійної залізниці Тересва — Усть-Чорна.